# Uso fuera de indicación

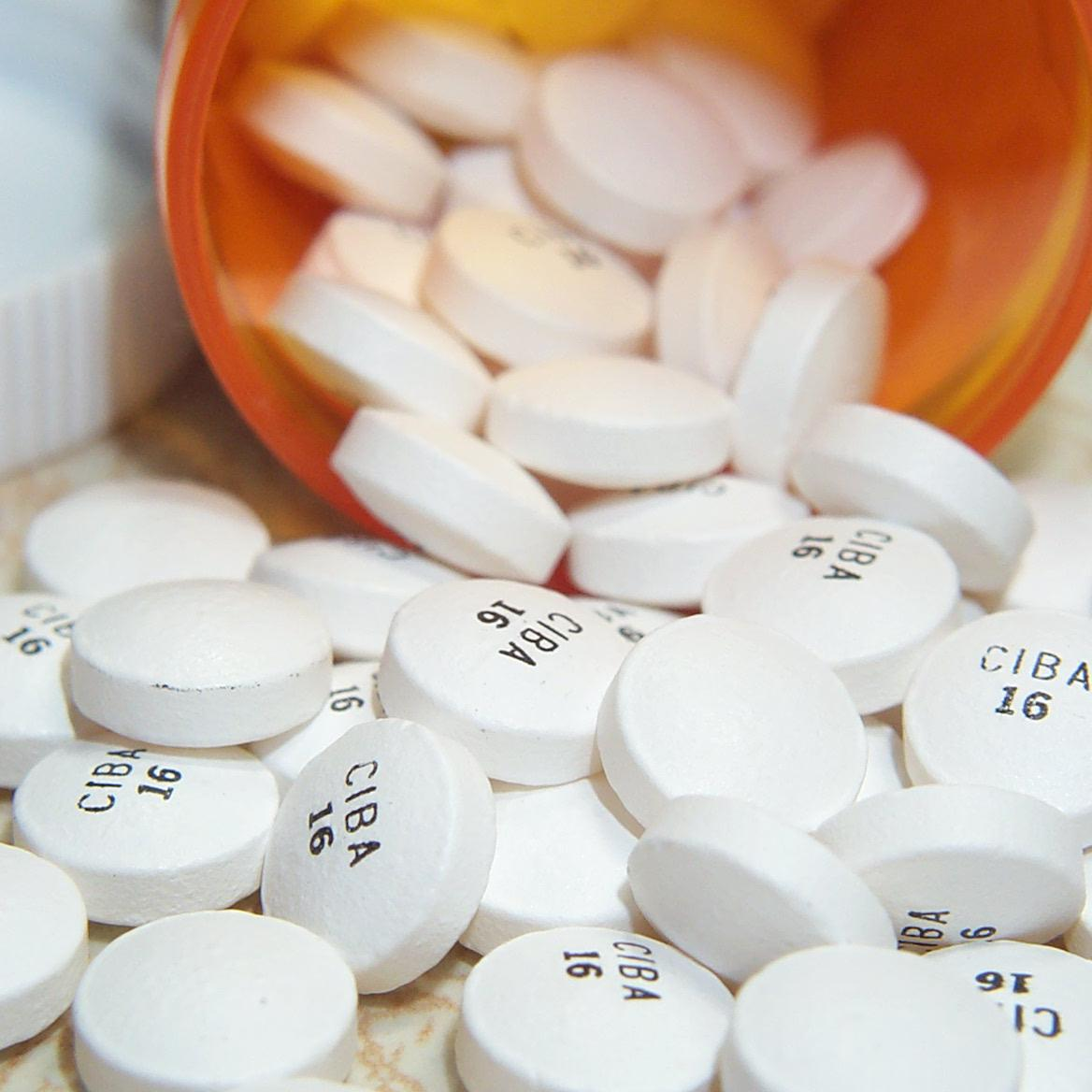
Fuera de indicación

El uso fuera de indicación (“indicación no habitual”, “no oficial”, “no autorizado”, “uso alternativo” o “uso desvirtuado”) (en inglés off-label use, uso fuera de etiqueta) es la práctica de prescripción de medicamentos en condiciones diferentes de las autorizadas, ya sea para un grupo de edad distinto, patologías, dosis o formas de administración diferentes de la indicación oficial que figura en el prospecto. El uso fuera de indicación es común en la práctica hospitalaria.